# Zhirnovsky (huyện)
Huyện Zhirnovsky (tiếng Nga: ? райо́н) là một huyện hành chính tự quản (raion), của Tỉnh Volgograd, Nga. Huyện có diện tích 2990 km², dân số thời điểm ngày 1 tháng 1 năm 2000 là 50900 người. Trung tâm của huyện đóng ở Zhirnovsk.